# Teoria de campo médio

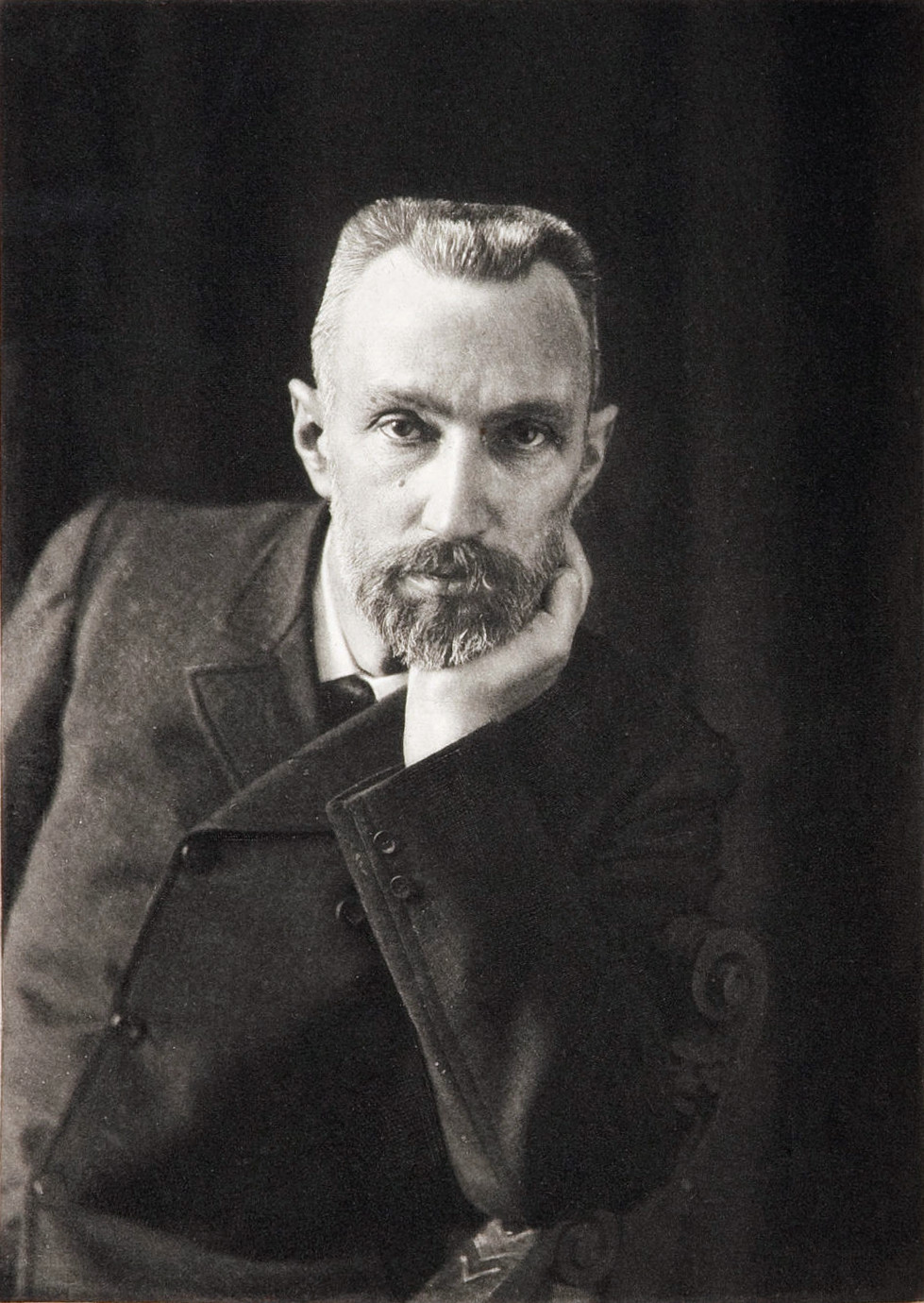
Pierre Curie, c. 1906

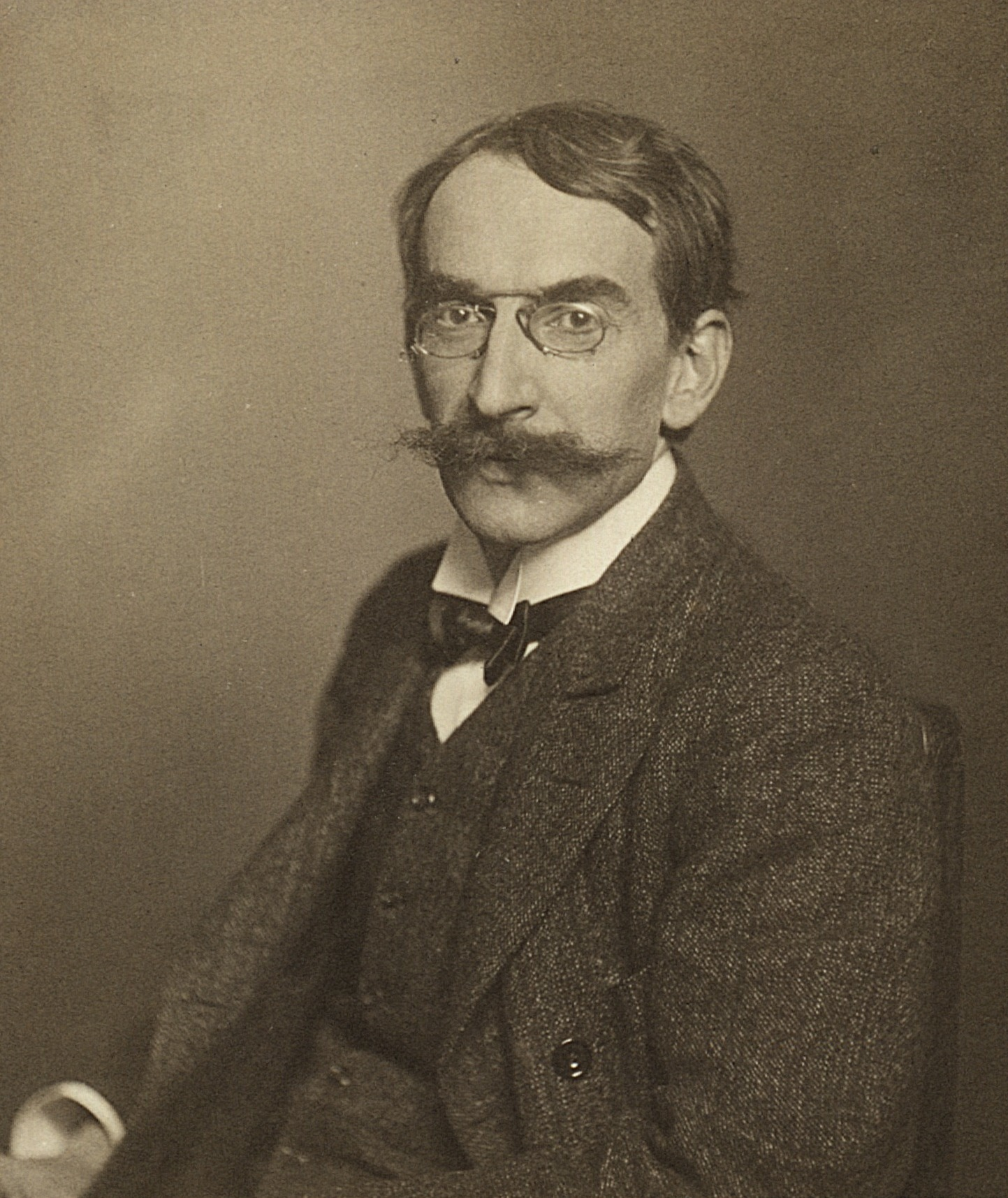
Pierre Weiss em 1909

Em física e teoria da probabilidade, a teoria de campo médio (TCM, também conhecida como teoria de campo autoconsistente) estuda o comportamento de grandes e complexos modelos estocásticos a partir de um modelo mais simples. Tais modelos consideram um grande número de pequenos componentes individuais que interagem entre eles. O efeito de todos os outros indivíduos em qualquer outro indivíduo é aproximado a um único efeito esperado, transformando um problema de muitos corpos em um problema de um só corpo.
A ideia de TCM apareceu primeiramente na física, no trabalho de Pierre Curie e Pierre Weiss para descrever transições de fase. Abordagens inspiradas por essas ideias tiveram aplicações em modelos epidêmicos, teoria das filas, performance de redes de computadores, teoria dos jogos e neuromatemática.
Um problema de muitos corpos com interações é geralmente difícil de resolver com precisão, a não ser em casos extremamente simples (teoria do campo aleatório, 1D modelo de Ising. O sistema de n-corpos é substituído por um problema com 1-corpo com a seleção de um bom campo externo. O campo externo substitui a interação de todas as outras partículas por uma partícula arbitrária. A grande dificuldade (por exemplo, quando se computa a função de partição do sistema) é o tratamento de combinatória gerada pelos termos da interação da mecânica hamiltoniana quando se soma o conjunto dos estados. O objetivo da TCM é resolver esse problemas de combinatória.
O objetivo da TCM é substituir todas as interações por um corpo com uma interação média ou efetiva, às vezes chamada "campo molecular".  Isso reduz problemas de muitos corpos a problemas de um só corpo, assim resolver questões de TCM quer dizer que é possível entender o comportamento de um sistema a um custo relativamente baixo.
Na teoria clássica de campos, o hamiltoniano pode ser expandido como magnitude das flutuações em torno da média do campo. Nesse contexto, a TCM pode ser vista como a "ordem zero" da expansão do hamiltoniano nas flutuações. Fisicamente, isso significa que um sistema de TCM não tem flutuações, o que coincide com a ideia de que se está substituindo todas as interações por um "campo médio". Muitas vezes, no formalismo das flutuações, a TCM oferece um ponto de partida interessante para estudar flutuações de primeira e segunda ordem.
Em geral, a dimensionalidade tem um papel importante em determinar se uma abordagem de campo médio vai funcionar para um certo tipo de problema. Em TCM, muitas interações são substituídas por uma interação efetiva. Segue-se naturalmente que, se o campo ou partícula apresenta muitas interações no sistema original, a TCM vai ser mais precisa para esse sistema. Isso é verdade em casos de alta dimensionalidade ou quando o hamiltoniano envolve forças de longo alcance. O critério Ginzburg é a expressão formal de validade da TCM.

## Abordagem formal
A base formal da teoria de campo médio é a desigualdade Bogoliubov. Essa desigualdade estabelece que a energia livre de uma sistema com hamiltoniano
{\displaystyle {\mathcal {H}}={\mathcal {H}}_{0}+\Delta {\mathcal {H}}}
tem o seguinte limite superior:
{\displaystyle F\leq F_{0}\ {\stackrel {\mathrm {def} }{=}}\ \langle {\mathcal {H}}\rangle _{0}-TS_{0}}
onde {\displaystyle S_{0}} é a entropia e onde a média é tomada do equilíbrio do conjunto da referência do sistema com hamiltoniano {\displaystyle {\mathcal {H}}_{0}}. No caso especial em que o hamiltoniano de referência é o de um sistema sem interação, então
{\displaystyle {\mathcal {H}}_{0}=\sum _{i=1}^{N}h_{i}\left(\xi _{i}\right)}
onde {\displaystyle \left(\xi _{i}\right)} é uma expressão dos graus de liberdade dos componentes individuais no sistema estatístico (átomos, spin e assim por diante). Pode-se considerar então afinar o limite superior ao minimizar o lado direito da desigualdade. O sistema mínimo de referência é a "melhor" aproximação ao sistema verdadeiro, usando graus de liberdade não correlatos e é chamado de "aproximação de campo médio".
Para o caso mais comum em que o hamiltoniano visado tem apenas interações entre pares, por exemplo,
{\displaystyle {\mathcal {H}}=\sum _{(i,j)\in {\mathcal {P}}}V_{i,j}\left(\xi _{i},\xi _{j}\right)}
onde {\displaystyle {\mathcal {P}}} é o conjunto de pares que interagem, o procedimento de minimização pode ser feito formalmente. Defina {\displaystyle {\rm {Tr}}_{i}f(\xi _{i})} como a soma geral de {\displaystyle f} obersvável sobre os graus de liberdade dos graus de liberdade do componente único (soma para variáveis discretas, integrais para as contínuas). A energia livre aproximada é dada por
| {\displaystyle F_{0}=\,\!} | {\displaystyle {\rm {Tr}}_{1,2,..,N}{\mathcal {H}}(\xi _{1},\xi _{2},...,\xi _{N})P_{0}^{(N)}(\xi _{1},\xi _{2},...,\xi _{N})}        |
|                            | {\displaystyle +kT\,{\rm {Tr}}_{1,2,..,N}P_{0}^{(N)}(\xi _{1},\xi _{2},...,\xi _{N})\log P_{0}^{(N)}(\xi _{1},\xi _{2},...,\xi _{N})} |
onde {\displaystyle P_{0}^{(N)}(\xi _{1},\xi _{2},...,\xi _{N})} é a probabilidade de achar o sistema de referência no estado especificado pelas variáveis {\displaystyle (\xi _{1},\xi _{2},...,\xi _{N})}. A probabilidade é dada pelo fator Boltzmann
{\displaystyle P_{0}^{(N)}(\xi _{1},\xi _{2},...,\xi _{N})={\frac {1}{Z_{0}^{(N)}}}e^{-\beta {\mathcal {H}}_{0}(\xi _{1},\xi _{2},...,\xi _{N})}=\prod _{i=1}^{N}{\frac {1}{Z_{0}}}e^{-\beta h_{i}\left(\xi _{i}\right)}\ {\stackrel {\mathrm {def} }{=}}\ \prod _{i=1}^{N}P_{0}^{(i)}(\xi _{i})}
onde {\displaystyle Z_{0}} é a função de partição. Então,
{\displaystyle F_{0}=\sum _{(i,j)\in {\mathcal {P}}}{\rm {Tr}}_{i,j}V_{i,j}\left(\xi _{i},\xi _{j}\right)P_{0}^{(i)}(\xi _{i})P_{0}^{(j)}(\xi _{j})+kT\sum _{i=1}^{N}{\rm {Tr}}_{i}P_{0}^{(i)}(\xi _{i})\log P_{0}^{(i)}(\xi _{i}).}
Para minimizar, pode-se tomar a derivativa com relação às probabilidades de um grau de liberdade {\displaystyle P_{0}^{(i)}} usando multiplicadores de Lagrange para garantir a normalização. O resultado final é o conjunto de equações autoconsistentes
{\displaystyle P_{0}^{(i)}(\xi _{i})={\frac {1}{Z_{0}}}e^{-\beta h_{i}^{MF}(\xi _{i})}\qquad i=1,2,..,N}
onde o campo médio é dado por
{\displaystyle h_{i}^{MF}(\xi _{i})=\sum _{\{j|(i,j)\in {\mathcal {P}}\}}{\rm {Tr}}_{j}V_{i,j}\left(\xi _{i},\xi _{j}\right)P_{0}^{(j)}(\xi _{j}).}

## Aplicações
A teoria de campo médio pode ser aplicada a vários sistemas físicos, por exemplo para o estudo de fenômenos como a transição de fase. 

### Modelo de Ising
Considere o modelo de Ising em látice cúbico de dimensão {\displaystyle d}. O hamiltoniano é dado por
{\displaystyle H=-J\sum _{\langle i,j\rangle }s_{i}s_{j}-h\sum _{i}s_{i}}
onde {\displaystyle \sum _{\langle i,j\rangle }} indica a soma do par dos vizinhos mais próximos {\displaystyle \langle i,j\rangle }, e {\displaystyle s_{i}=\pm 1}
e {\displaystyle s_{j}} são spins vizinhos.
Transforme-se o spin variável ao introduzir a flutuação a partir de seu valor médio {\displaystyle m_{i}\equiv \langle s_{i}\rangle }.
Pode-se reescrever o hamiltoniano:
{\displaystyle H=-J\sum _{\langle i,j\rangle }(m_{i}+\delta s_{i})(m_{j}+\delta s_{j})-h\sum _{i}s_{i}}
onde se define {\displaystyle \delta s_{i}\equiv s_{i}-m_{i}}; isso é a "flutuação" do spin.
Ao expandir o lado direito, obtém-se um termo que é inteiramente dependente dos valores médios dos spins e independente das configurações dos spins. Trata-se do termo trivial, que não afeta as propriedades estatísticas do sistema. O próximo termo envolve o produto do valor médio do spin e o valor de flutuação. Por fim, o último termo diz respeito ao produto de dois valores de flutuação.
A aproximação de campo médio consiste em deixar de lado esse termo de flutuação de segunda ordem. Essas flutuações são reforçadas em baixas dimensões, tornando o TCM uma aproximação melhor para dimensões altas.
{\displaystyle H\approx H^{MF}\equiv -J\sum _{\langle i,j\rangle }(m_{i}m_{j}+m_{i}\delta s_{j}+m_{j}\delta s_{i})-h\sum _{i}s_{i}}
De novo, a adição pode ser expandida. Ademais, espera-se que o valor médio de cada spin seja dependente localmente, na medida em que a cadeia Ising é invariante translacionalmente. Isso faz com que
{\displaystyle H^{MF}=-J\sum _{\langle i,j\rangle }\left(m^{2}+2m(s_{i}-m)\right)-h\sum _{i}s_{i}}
A adição sobre spins vizinhos pode ser reescrita como {\displaystyle \sum _{\langle i,j\rangle }={\frac {1}{2}}\sum _{i}\sum _{j\in nn(i)}} onde {\displaystyle nn(i)} signifa o vizinho mais próximo de {\displaystyle i} e o fator {\displaystyle 1/2} evita a dupla contagem, já que cada ponto participa de dois spins. A simplificação leva à expressão final
{\displaystyle H^{MF}={\frac {Jm^{2}Nz}{2}}-\underbrace {(h+mJz)} _{h^{\mathrm {eff} }}\sum _{i}s_{i}}
onde {\displaystyle z} é o número de coordenação. Nesse ponto, o hamiltoniano de Ising foi dividido em uma soma de hamiltonianos de um só corpo com um "campo médio efetivo" {\displaystyle h^{\mathrm {eff} }=h+Jzm} que é a soma do campo externo {\displaystyle h} e do campo médio induzido pelos spins vizinhos. Vale notar que esse campo médio depende diretamente do número de vizinhos mais próximos e, por isso, na dimensão do sistema (por exemplo, no caso de uma dimensão de látice hipercúbica {\displaystyle d}, {\displaystyle z=2d}).
Ao substituir o hamiltoniano em uma função de partição e solucionando o problema de 1D efetivo, obtém-se
{\displaystyle Z=e^{-\beta Jm^{2}Nz/2}\left[2\cosh \left({\frac {h+mJz}{k_{B}T}}\right)\right]^{N}}
onde {\displaystyle N} é o número de locais de látice. Trata-se de uma expressão fechada e exata para a função de partição do sistema. Obtém-se a energia livre do sistema e calcula-se os exponentes críticos. Em especial, pode-se obter a magnetização {\displaystyle m} como uma função de {\displaystyle h^{\mathrm {eff} }}.
Tem-se então duas equações entre {\displaystyle m} e {\displaystyle h^{\mathrm {eff} }}, permitindo determinar {\displaystyle m} como uma função da temperatura. Isso leva à observação seguinte:
- para temperaturas maiores do que certo valor {\displaystyle T_{c}}, a única solução é {\displaystyle m=0}. O sistema é paramagnético.
- para {\displaystyle T<T_{c}}, há duas soluções diferentes de zero: {\displaystyle m=\pm m_{0}}. O sistema é ferromagnético.

{\displaystyle T_{c}} é dado pela relação seguinte: {\displaystyle T_{c}={\frac {Jz}{k_{B}}}}.
Isso mostra que a TCM pode corresponder à transição de fase ferromagnética.

### Aplicação a outros sistemas
Similarmente, a TCM pode ser aplicada a outros tipos de hamiltoniano, como nos casos a seguir:
- Para estudar a transição de supercondutividade de metal. Nesse caso, o análogo à magnetização é o limiar de supercondutividade {\displaystyle \Delta }.
- O campo molecular de um cristal líquido que emerge quando o laplaciano do campo diretor não é zero.
- Para determinar o agregado de cadeia lateral ótima de aminoácido considerando uma estrutura terciária da estrutura biomolecular na predição da estrutura de proteína.

## Extensão a campos médios dependentes do tempo
Na teoria de campo médio, o campo médio que aparece no problema de um ponto é uma quantidade escalar ou vetorial independente do tempo. No entanto, não é sempre o caso: numa variante de teoria de campo médio chamada teoria de campo médio dinâmico, o campo médio torna-se uma quantidade dependente do tempo. Por exemplo, a teoria dinâmica pode ser aplicada ao modelo Hubbard para estudar a transição de isolante de Mott.